# Josep Verdú i Mateos
Josep Verdú i Mateos (Múrcia, 1931) és un sindicalista i activista social català.

## Biografia
El 1940 es va instal·lar amb tota la família a Móra la Nova (Baix Ebre), on va ser destinat el seu pare. El 1946 es va traslladar a Barcelona i un any més tard va entrar a treballar al Banco Central. El 1966 es va incorporar com a director al Sindicat de Banquers de Barcelona, càrrec en què va romandre fins a la seva jubilació. Més tard es va fer càrrec de la Secretaria de Relacions Institucionals de la Unió de Jubilats i Pensionistes de la UGT de Catalunya.
Paral·lelament, ha desenvolupat una intensa vida associativa en els camps de la cultura i l'esport a Nou Barris. Presideix l'Associació per a la Cultura i l'Oci de la Tercera Edat (ACOTE) i és membre fundador del Consell Assessor de la Gent Gran de l'Ajuntament de Barcelona, amb el qual participa en diferents congressos nacionals i europeus.
Pel que fa al món de l'ensenyament, va ser fundador de l'AMPA de l'actual CEIP Gaudí, president de l'AMPA de l'IES Sant Andreu —on lluità per aconseguir la construcció de l'actual institut—, promotor de les Jornades Culturals de Nou Barris i membre fundador del Consell Escolar del Districte.
En el camp esportiu, va promoure diverses reivindicacions que van donar fruits com la gestió municipal de la piscina de Brafa, la construcció d'una pista d'atletisme a Can Dragó i la creació del Club d'Atletisme de Nou Barris, del qual ara és president d'honor.
Com a conseller de Districte durant tres legislatures, va impulsar la remodelació dels camps de futbol Montañesa i Alzamora —aquest últim li ha concedit la Medalla de Plata— i la creació de les Jornades Olímpiques a les escoles de Nou Barris, l'Escalada Ciclista a Torre Baró, la Marxa de Mountain Bike a Collserola, la Cursa Popular de Nou Barris, el Torneig de Tennis de Taula i l'Aplec de Petanca.

## Reconeixements
L'any 2001 la Generalitat de Catalunya li va concedir la Medalla al treball President Macià.
El 2006 va rebre la Medalla d'Honor de Barcelona.